# Детска китка (хор)
Хор „Детска китка“ е български хор, създаден в Пловдив през 1947 г.

## История
- Основан от музикалния педагог Анастас Маринкев, един от най-старите младежки хорове в България.
- В ранните години от историята на състава с него работят музикалните педагози Илия Темков (дългогодишен главен диригент на Русенска филхармония, Кръстю Михайлов (диригент и музикален педагог), Атанас Димитров (дългогодишен диригент на пловдивския оперен хор) и Георги Самарджиев (диригент и преподавател по солфеж).
- От 1972 г. главен диригент е Златина Делирадева.
- От 70-те години на ХХ век, хор „Детска китка“ осъществява над четиридесет задгранични турнета и повече от седемстотин концерта. Реализирани са редица записи за български и чуждестранни медии; записани са една грамофонна плоча, две касети и два компактдиска.
- В различни периоди от историята на хора в ръководството на състава са работили изтъкнатите пловдивски музиканти проф. Анастас Славчев, проф. Пламен Арабов, проф. Дора Славчева, доц. Лилия Илиева, Мара Петкова, Екатерина Захариева, Таня Орманова, Рада Славинска, Жана Белева, Соня Таушанова, Милена Полонова, Весела Гелева и Жени Бураджиева.
- Диригент на хора от 2002 г. е Яна Делирадева. Хормайстор и диригент на Хора на малките е Николина Кърмазлийска. Хормайстор и диригент на стажантите е Джулия Узунова. Пианист е Соня Запрянова.

## Участия и награди
Под ръководството на Златина Делирадева хор „Детска китка“ печели редица награди от хорови конкурси и фестивали в цяла Европа: Целе – Словения (1981), Дебрецен – Унгария (1984), Арнем – Холандия (1987), Варна – България (1989), Кантонигрос – Испания (1995), Хале – Германия (1998), Маасмехелен – Белгия (1999). През 2006 г. съставът печели Голямата награда на Международния фестивал за адвентна и коледна музика в Прага.
Под ръководството на Яна Делирадева през 2013 г. хор „Детска китка“ печели Сребърен медал и Специалната награда за изпълнение на пиеса, композирана след 1990 г., от Международния младежки хоров фестивал в Целе, Словения, I награда в категория „Детски и младежки хорове”, както и наградата на СБК за най-добро изпълнение на песен от български композитор от VII Международен хоров фестивал „Черноморски звуци” в Балчик (2017), Златен медал от IX Световен хоров фестивал на мира във Виена, Австрия (2018).
Хорът е носител на „Златна лира“ на Съюза на българските музикални и танцови дейци и на наградата „Пловдив“ в областта на музикалното изкуство.
Съставът е трикратен участник в културните програми на Парламентарната асамблея на Съвет на Европа и Европейски парламент в Страсбург (1994, 1996, 1997) и участник в белгийския фестивал „Европалия“ (2002).
Международните изяви на хора през последните две десетилетия включват концертно турне в Белгия, Германия и Холандия (2008) и участия в Международния хоров фестивал в Санкт Петербург (2009), Младежкия хоров фестивал „Астуриас Ховен“, Испания (2010), Фестивала за хабанери и полифонична музика в Торевиеха, Испания (2011), Московския Великденски фестивал (2012) и Международния младежки фестивал в Целе, Словения (2013), фестивал „Атака Балканика“ в Марибор, Словения (2014), Международен детски хоров конкурс „Георг Фридрих Хендел“ в Хале, Германия (2014), Международния младежки хоров фестивал „Let The Future Sing“ в Стокхолм, Швеция (2015), Международния девически хоров фестивал „Trillme“ в Познан, Полша (2016), Международен хоров фестивал „Черноморски звуци” в Балчик (2017), Международния хоров фестивал на мира във Виена, Австрия (2018), концертно турне в Япония (2024).
През 2025 г. хорът участва в IV международен конкурс Vox lucentis 2025 в Лука, Италия, където печели две златни отличия и Специалната награда за диригентско майсторство на Яна Делирадева.

## Репертоар
Репертоарът на хор „Детска китка“ включва произведения от европейската предкласика, класика и романтизъм, съвременна музика (български и чуждестранни композитори), православни песнопения, български фолклорни песни и съвременни пиеси по фолклорни мотиви, спиричуъли, джаз стандарти, песни с детска тематика.